# Baiern (település)
Baiern település Németországban, azon belül Bajorországban. Lakosainak száma 1531 fő (2023. december 31.). Baiern Tuntenhausen, Bruckmühl, Feldkirchen-Westerham, Glonn és Bruck községekkel határos.

## Népesség
A település népessége az elmúlt években az alábbi módon változott:
| Lakosok száma | 687  | 1222 | 1169 | 1048 | 1383 | 1409 | 1434 | 1449 | 1509 | 1531 |
|               | 1875 | 1950 | 1975 | 1987 | 2012 | 2014 | 2016 | 2017 | 2021 | 2023 |

## Fekvése
Glonntól délkeletre fekvő település.

## Itt születtek, itt éltek
- Edgar Ende-festő - itt töltötte utolsó éveit az egykori iskolaépületben. Meghalt 1965. december 27-én, az Antholingi temetőben temették el.

## Galéria

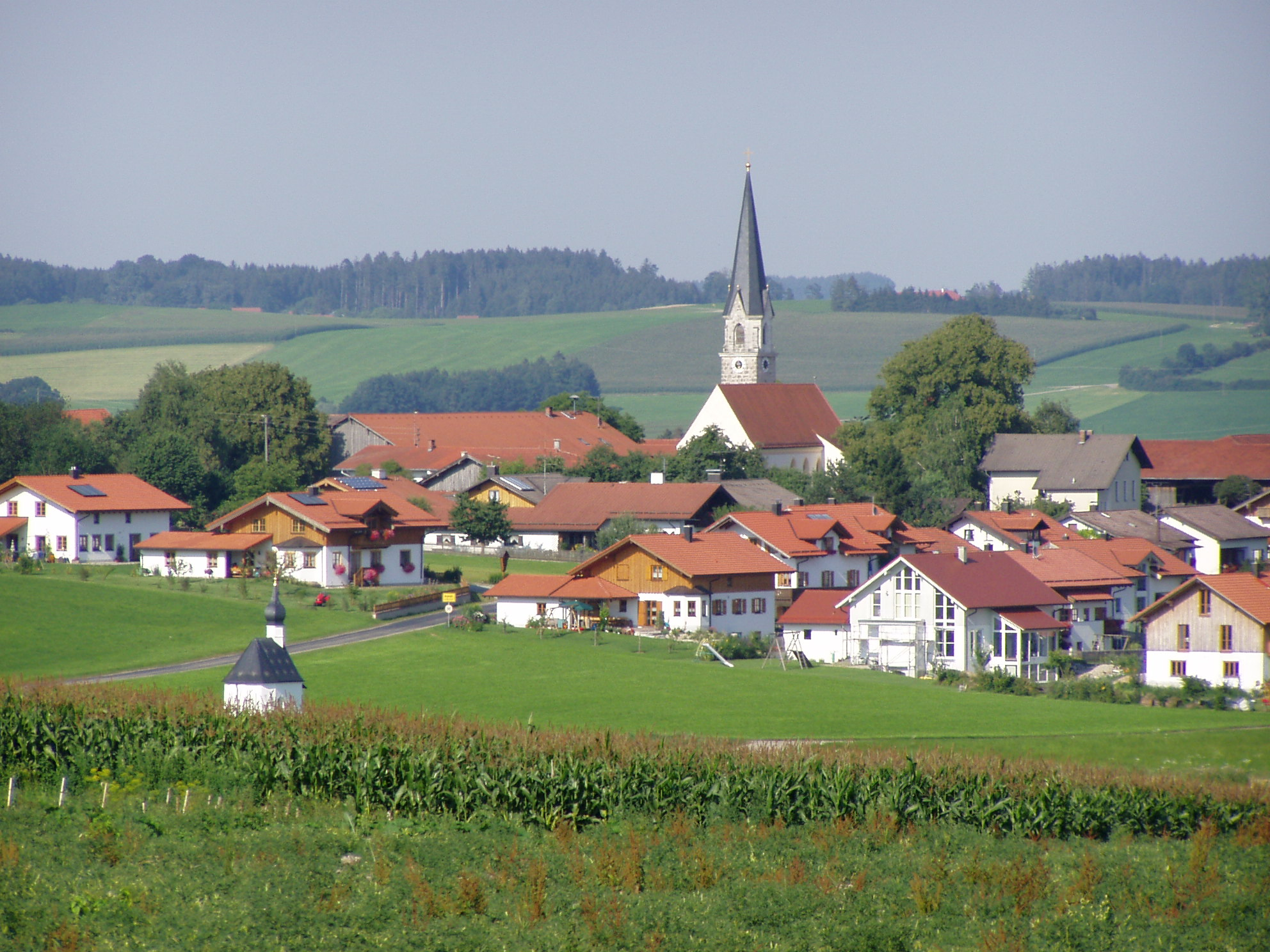
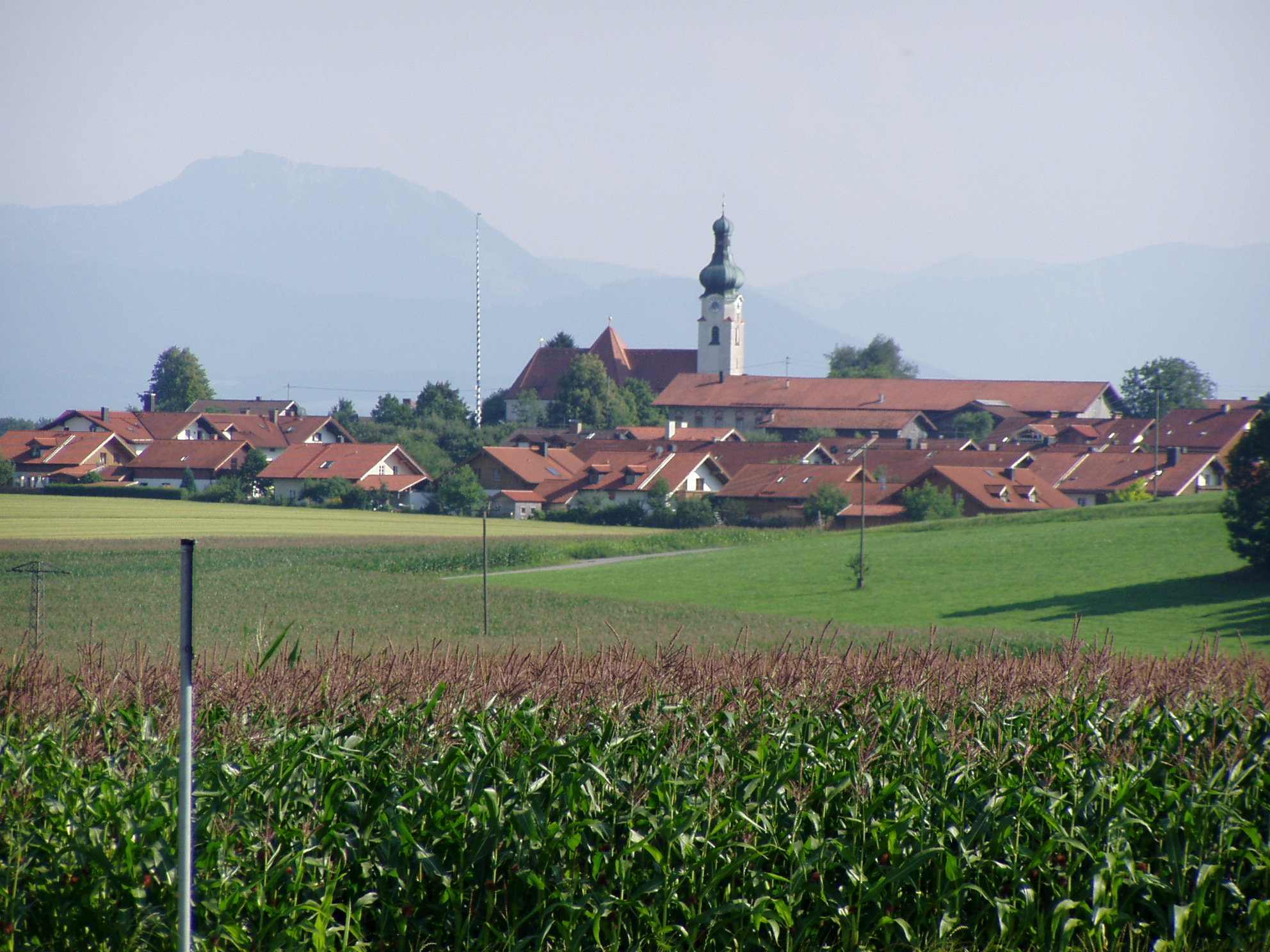
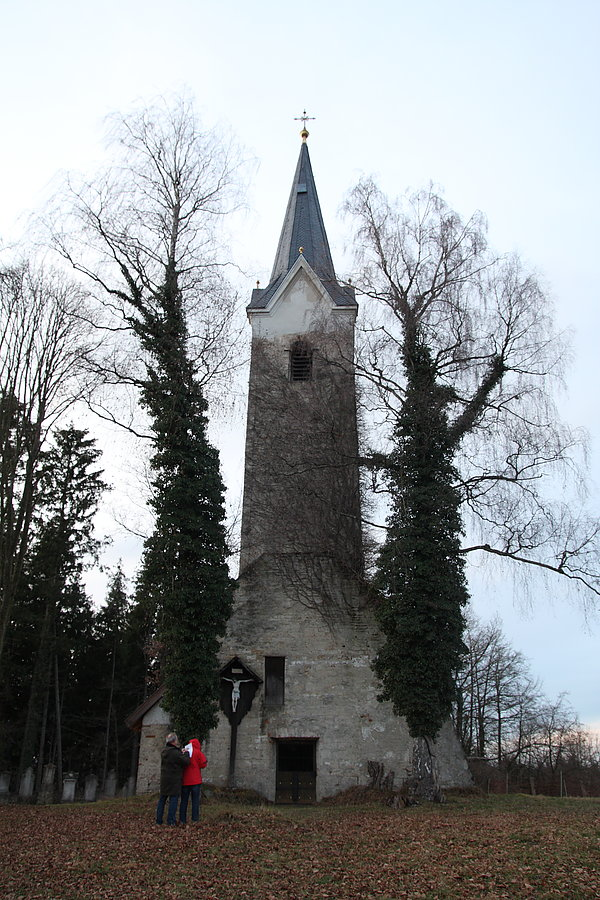
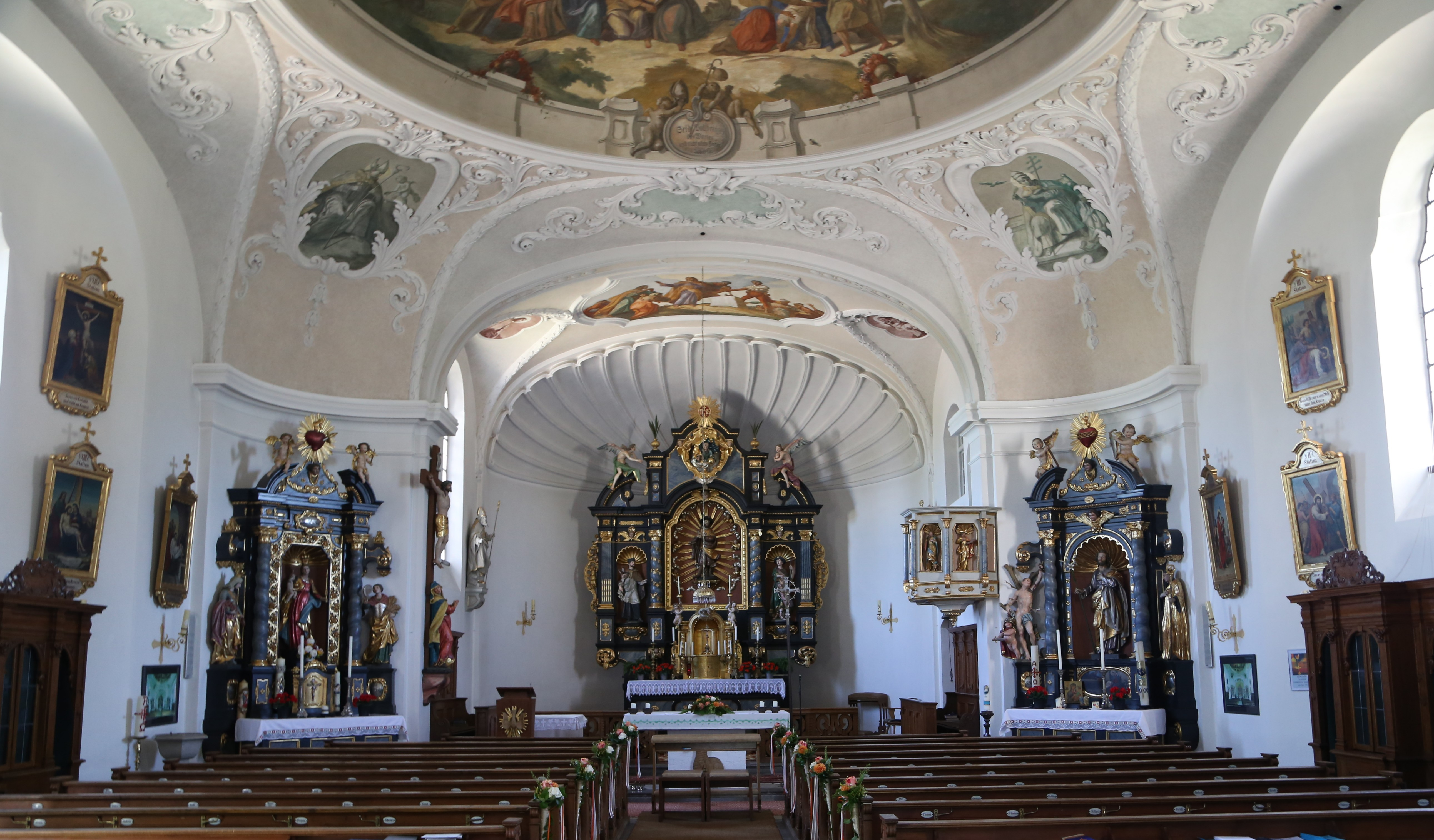
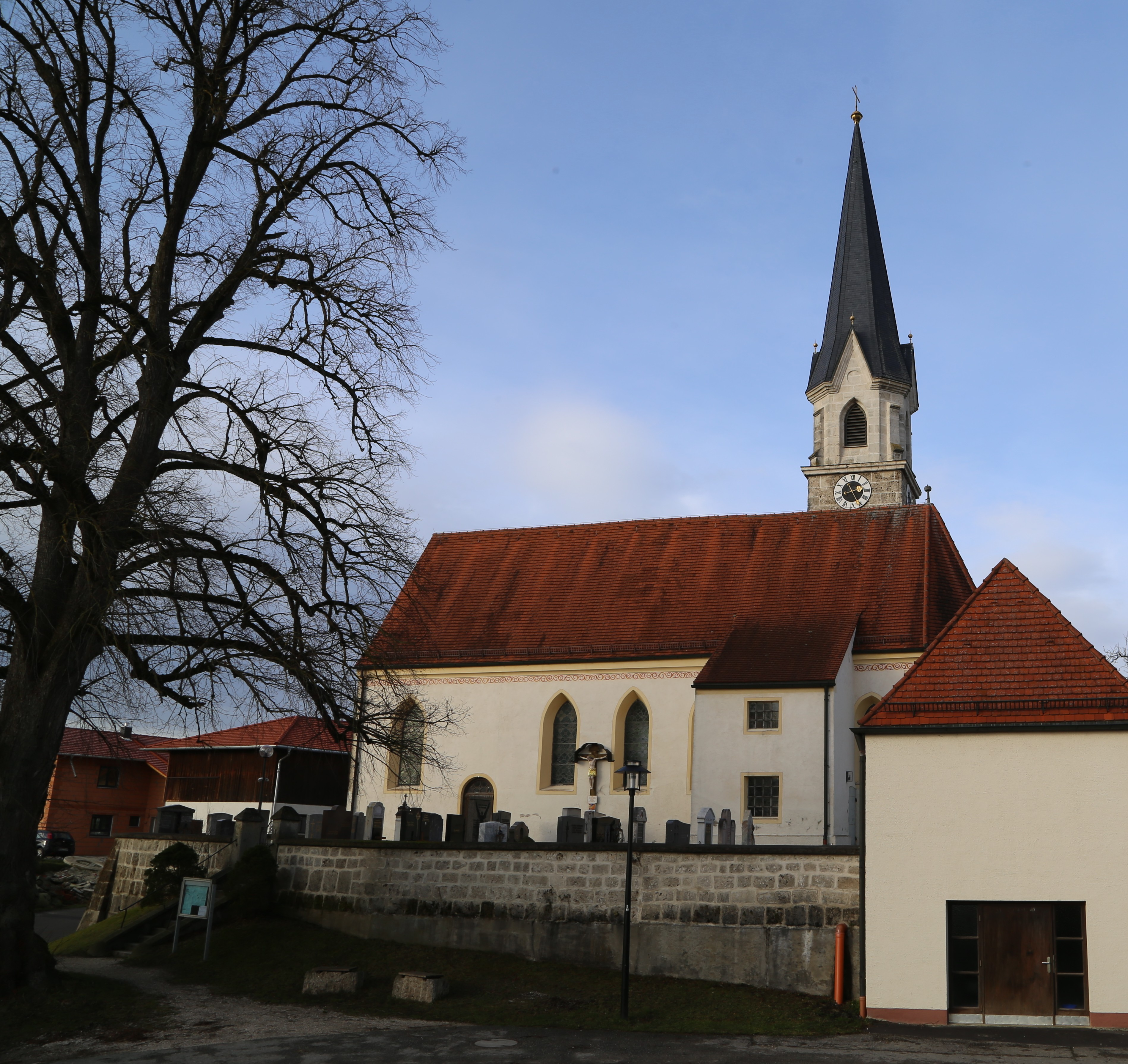
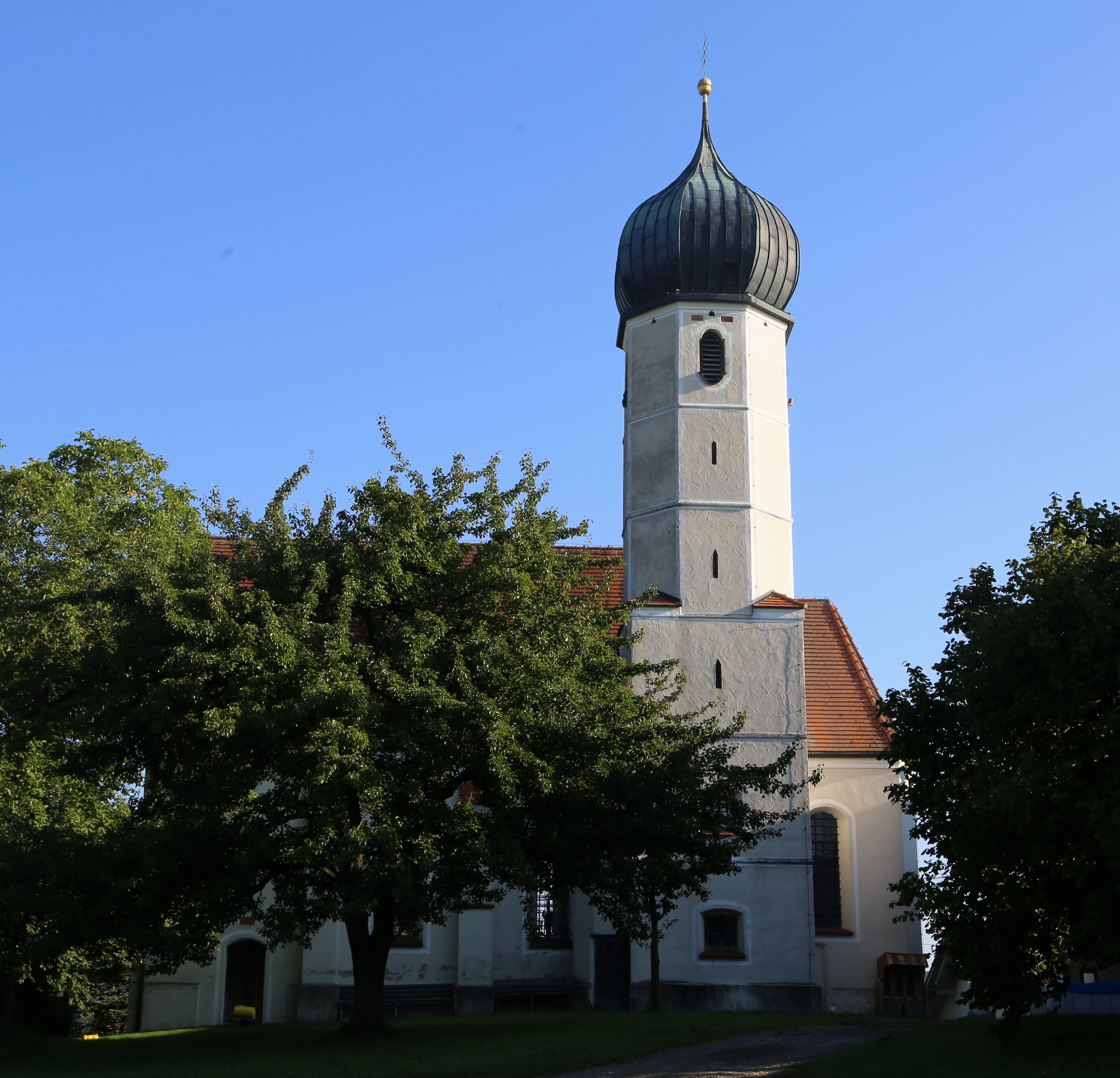
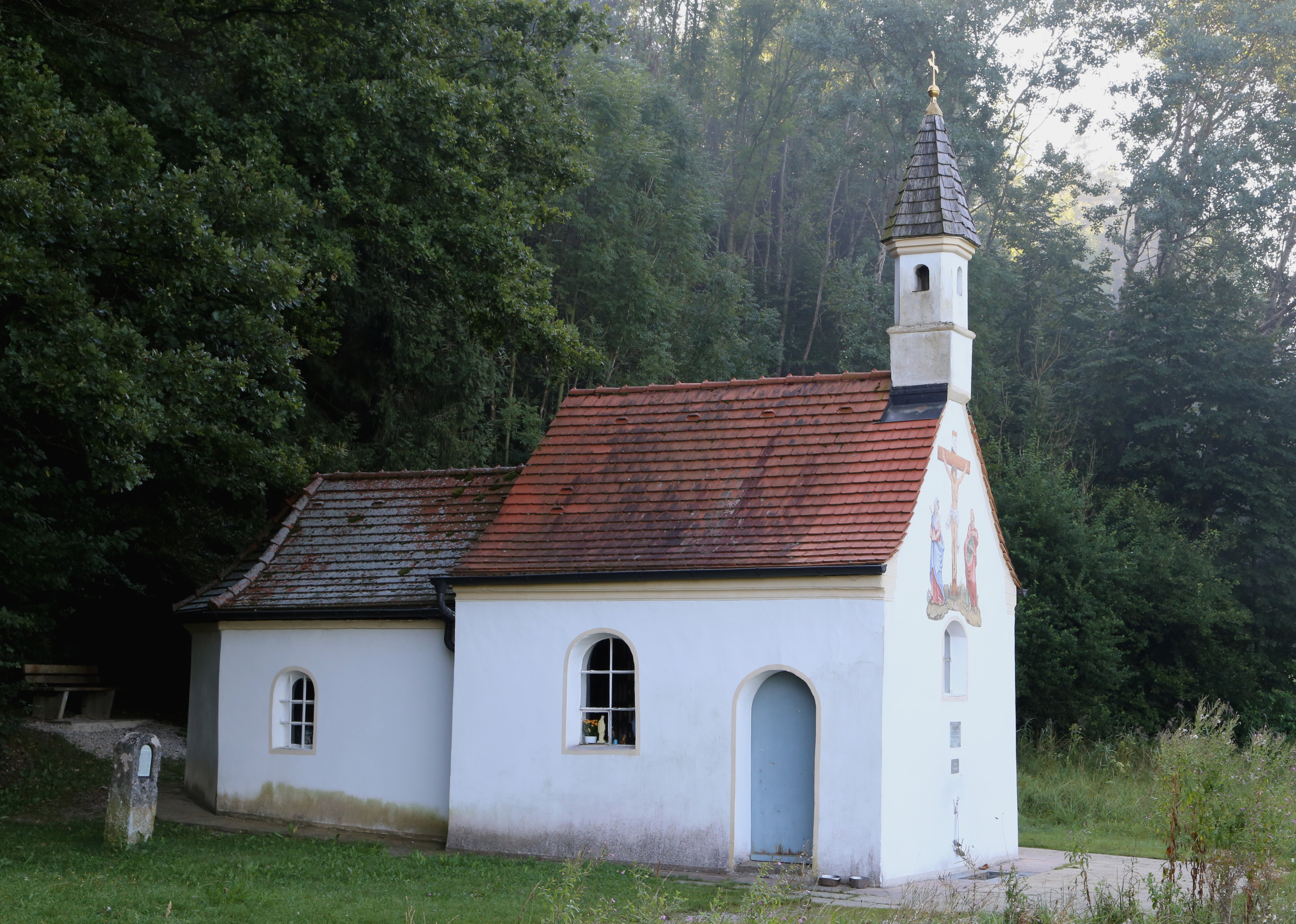
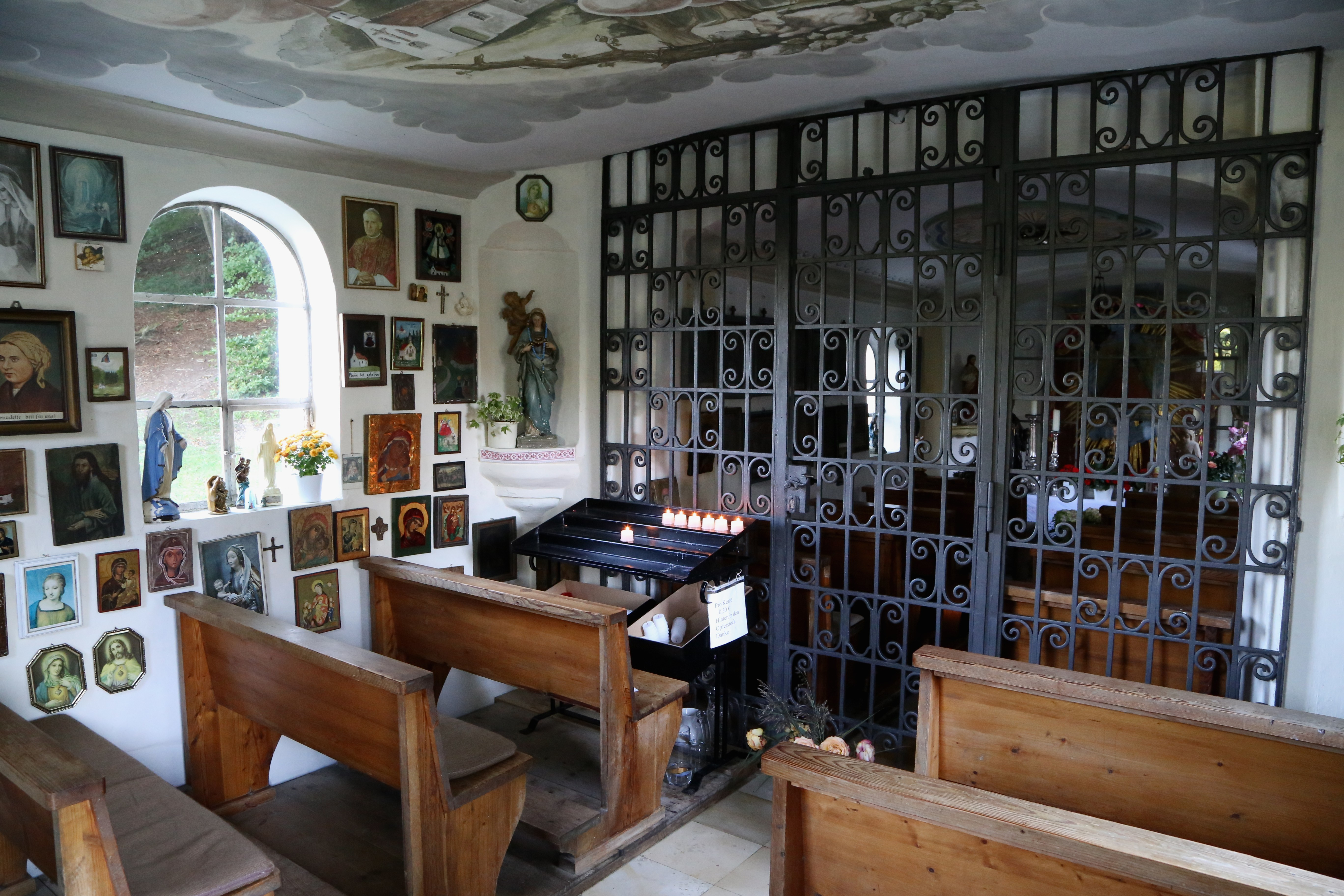
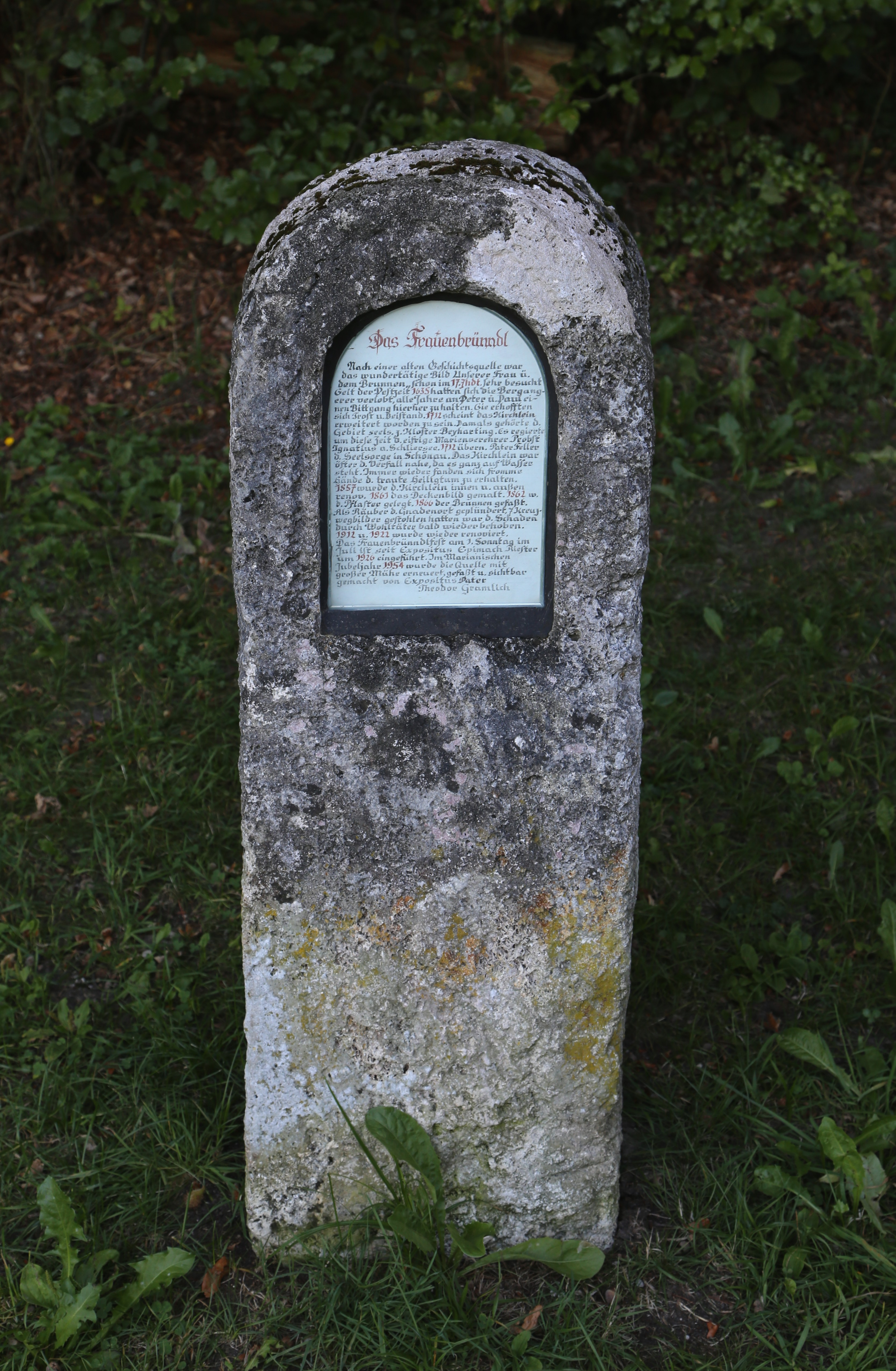

## Nevezetességek
- Szt. Jakab templom